# Comuna Brateș, Covasna
Brateș (maghiară Barátos) este o comună în județul Covasna, Transilvania, România, formată din satele Brateș (reședința), Pachia și Telechia.

## Demografie
Componența etnică a comunei Brateș
     Maghiari (94,82%)
     Români (2,06%)
     Alte etnii (3,12%)
Componența confesională a comunei Brateș
     Reformați (82,82%)
     Romano-catolici (10,36%)
     Ortodocși (1,85%)
     Martori ai lui Iehova (1,7%)
     Alte religii (0,64%)
     Necunoscută (2,63%)
Conform recensământului efectuat în 2021, populația comunei Brateș se ridică la 1.409 locuitori, în scădere față de recensământul anterior din 2011, când fuseseră înregistrați 1.531 de locuitori. Majoritatea locuitorilor sunt maghiari (94,82%), cu o minoritate de români (2,06%). Din punct de vedere confesional, majoritatea locuitorilor sunt reformați (82,82%), cu minorități de romano-catolici (10,36%), ortodocși (1,85%) și martori ai lui Iehova (1,7%), iar pentru 2,63% nu se cunoaște apartenența confesională.

## Politică și administrație
Comuna Brateș este administrată de un primar și un consiliu local compus din 9 consilieri. Primarul, Ferenc-Szabolcs Tánczos[*], de la Uniunea Democrată Maghiară din România, este în funcție din 2016. Începând cu alegerile locale din 2024, consiliul local are următoarea componență pe partide politice:
|  | Partid                                 | Consilieri | Componența Consiliului | Componența Consiliului | Componența Consiliului | Componența Consiliului | Componența Consiliului | Componența Consiliului | Componența Consiliului | Componența Consiliului | Componența Consiliului |
|  | -------------------------------------- | ---------- | ---------------------- | ---------------------- | ---------------------- | ---------------------- | ---------------------- | ---------------------- | ---------------------- | ---------------------- | ---------------------- |
|  | Uniunea Democrată Maghiară din România | 9          |                        |                        |                        |                        |                        |                        |                        |                        |                        |